# تاجرونه
تاجرونه (به عربی: تاجرونة) یک شهرداری در الجزایر است که در استان الاغواط واقع شده‌است. تاجرونه ۳٬۵۹۷ نفر جمعیت دارد.